# Yasuda
Yasuda was een Japans financieel concern, opgericht aan het einde van de Tokugawa-periode (1603-1868) door Yasuda Zenjirō (安田 善次郎, 25 november 1838 – 28 september 1921). In 1880 werd het uitgebreid tot een zaibatsu (財閥). Het was een industriële en financiële combinatie die de Japanse economie domineerde tot het einde van de Tweede Wereldoorlog. Daarnaast behoorde Yasuda tot de "Big Four"(四大財閥, shidai zaibatsu), oftewel de vier grootste vooroorlogse zaibatsu. Nu staat deze vroegere zaibatsu beter bekend als de Fuji Bank (株式会社富士銀行, Kabushiki-gaisha Fuji Ginkō).

## Geschiedenis

### Het begin

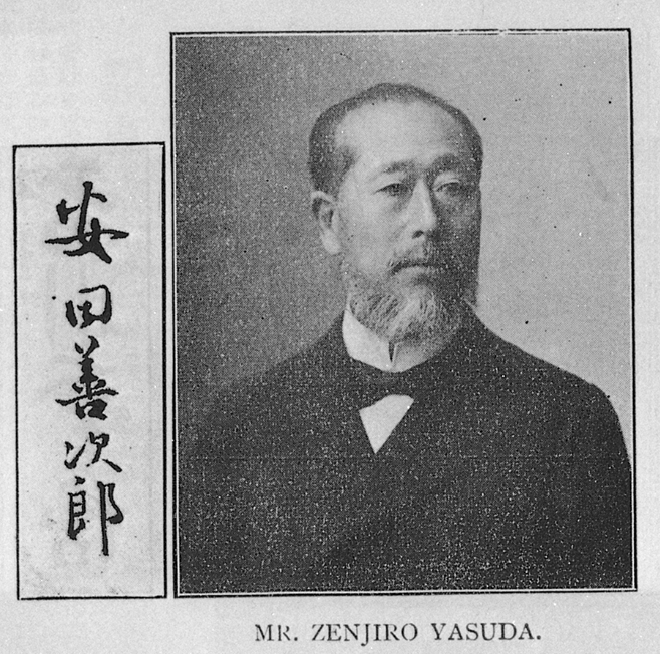
Zenjiro Yasuda

Yasuda Zenjirō werd geboren in een arme samoeraifamilie van lage rang in de provincie Etchū (越中国, Etchū no kuni). Op zeventienjarige leeftijd, liep hij weg van huis naar Edo (江戸), met als doel daar rijkdom te vinden. Hij begon als winkelbediende, waar hij instond voor de verkoop van droge vis en zeewier en bereikte zo acht jaar later de status van een zelfstandige. Yasuda richtte een klein bedrijf op en begon daarnaast in 1864 te werken voor de fiscale dienst aan de overheid.
Door de investeringen van Yasuda kende zijn bedrijf een opmerkelijke groei en ontwikkelde het zich tegen 1866 tot de Yasuda Firma (安田商店, Yasuda Shōten). Hij vergaarde grote rijkdom door middel van de omgang en behandeling van overheidsmiddelen. UIteindelijk begon hij aan het einde van de Tokugawaperiode aan zijn financiële carrière; hij besloot al zijn aandacht te richten op zijn bedrijf en stopte met te werken voor de overheid.
In 1867 beval het bakufu, ook bekend als het shogunaat, Yasuda Zenjirō een politieke handelaar te worden. Eerder werd Yasuda Shōten al bevolen goud en zilveren munten uit de circulatie te halen en na de Meiji-restauratie heeft Yasuda meegeholpen aan het in circulatie brengen van papiergeld dat niet om te wisselen is naar andere valuta.
Yasuda vormde ondertussen the Third National Bank (第三国立銀行, Daisan Kokuritsu Ginkō) als een joint venture met andere zakenmannen in 1876. Dit was drie jaar nadat Mitsui the First National Bank van Japan opende. In 1880 werd de financiële afdeling van Yasuda Shōten benoemd tot de Yasuda Bank (合本安田銀行, Gōhon Yasuda Ginkō).

### Diversificatie van de activiteiten
Yasuda Zenjirō concentreerde zich volledig op het financieren van diverse projecten en het verder vertakken van zijn bedrijf in niet-financiële terreinen zoals: zwavelmijnbouw, scheepvaart, nagelproductie, katoen spinnen, het maken van machines en scheepsbouw. Zijn niet-financiële activiteiten hadden een te kleine omvang om deel te nemen aan joint-stock zoals spoorwegen en verzekeringen. Daarom investeerde Yasuda hierin om ze meer bekendheid te geven.
Vervolgens werd in 1887 de Yasuda Hozensha (安田保善社) opgericht als orgaan voor het beheer van kapitaal van Yasuda Bank. Dit was een onbeperkt partnerschap en zou tien jaar later een holding worden. In hetzelfde jaar van de oprichting nam Motojime Yakuba (元締役場) de plaats van Yasuda Zenjirō als hoofd van Yasuda Shōten over, nadat Yasuda Shōten geprivatiseerd werd. Ook de Kushiro Sulphur Mine, de Kushiro Railway, het magazijn, de zaken in Hakodate en de verkoop van zwavel werden door hem overgenomen.
In 1893 verwierf Yasuda de controle over Tōkyō Kasai Hoken Kabushiki Gaisha (東京火災保険株式会社, Tokyo Fire Insurance Company, Ltd.) door een groot deel van de aandelen op te kopen. Tegelijkertijd richtte hij Teikoku Kaijō Hoken Kabushiki Gaisha (帝国海上保険株式会社, Imperial Marine Insurance Company, Ltd.) op.

### Managementstructuur
Toen in 1893 de vennootschapsvoorzieningen van de Commercial Code werden uitgevoerd, transformeerden de familiebedrijven tot zaibatsu door een bedrijfsstructuur te integreren en hun activiteiten te diversifiëren. Zakenlui hebben een belangrijke rol gespeeld in de opkomst van de zaibatsu, bijvoorbeeld Yasuda en Sumitomo. Sommige hiervan waren hoog opgeleid en herkenden de trends van het komende nieuwe tijdperk.
Het controlerende hoofdorgaan van Yasuda situeerde zich in Yasuda Hozensha. Yasuda Zenjirō II was hoofd van de Yasuda clan en werd benoemd tot voorzitter. De hoofden van de Yasuda familie bezaten vier van de zeven bestuursfuncties, terwijl drie zetels in de bestuurskamer door zakenlui en twee door voormalige bureaucraten werden ingenomen.
In de Yasuda Bank en de rest van de Yasuda organisatie was Yasuda Zenjirō de bedrijfsleider. Twee van de vier bestuurders waren hoofd van de familietakken van Yasuda. De zakenlui waren vicepresident en regelmatig ook directeur van de bank. Een aantal grote aandeelhouders werden geplaatst als andere reguliere directeurs, terwijl vier senior directeurs zakenlui waren die promotie hadden verkregen vanuit de Yasuda Bank.

#### Iomi Teiichi　(伊臣貞太郎)

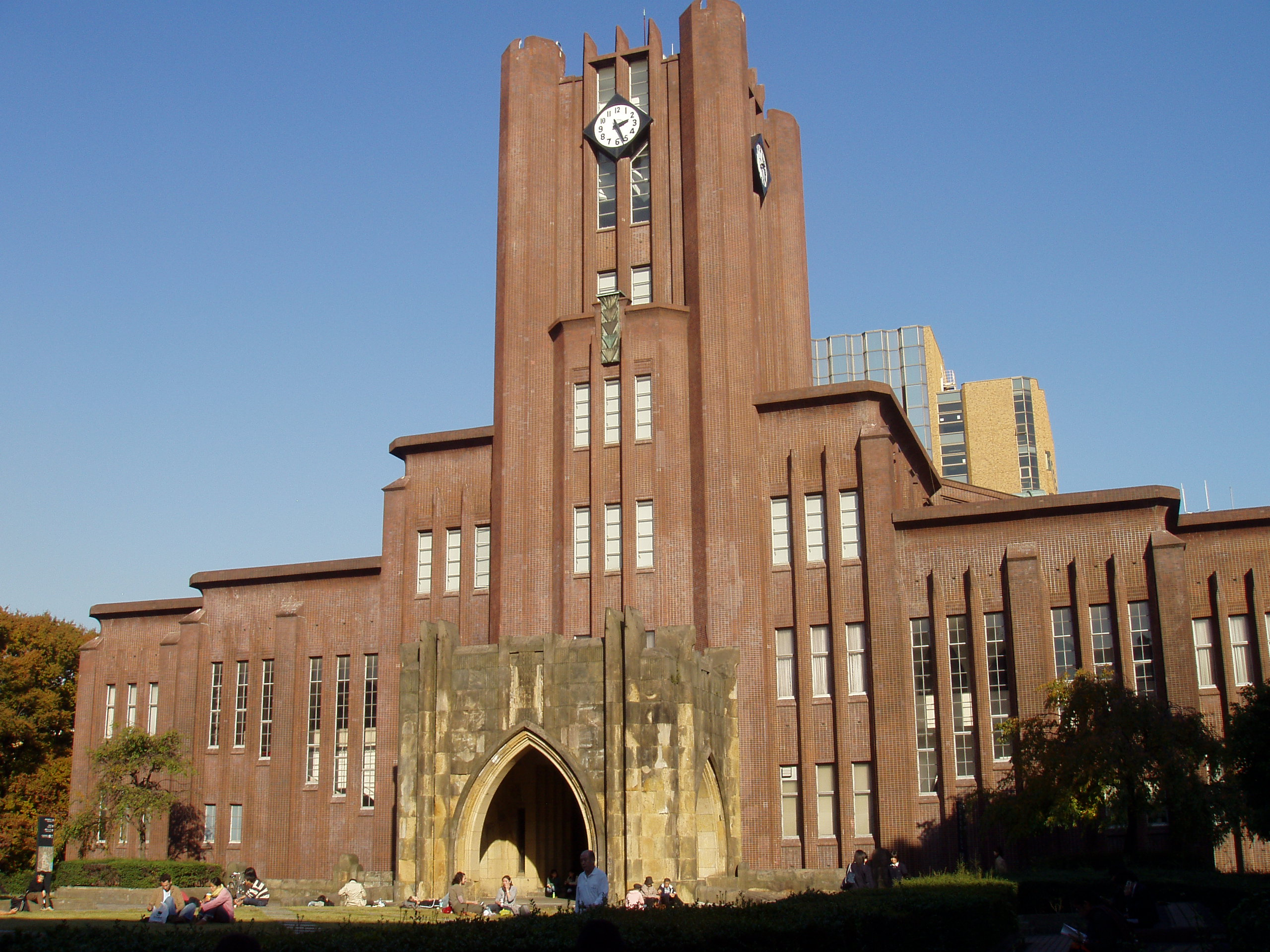
Gebouw van de Universiteit van Tokio

Iomi Teiichi (10 oktober 1870 – 9 januari 1930) werd aangenomen bij Yasuda Bank nadat hij afgestudeerd was aan de Faculteit der Rechtsgeleerdheid van de Tōkyō Teikoku Daigaku (東京帝國大學, Tokyo Imperial University). In 1897 trouwde hij met de tweede dochter van Yasuda Zenjirō en werd geadopteerd door de Yasuda familie. Iomi Teiichi ontving een nieuwe naam namelijk Yasuda Zenzaburō (安田善三郎). Dit was een manier die sommige zaibatsu gebruikten om zoveel mogelijk nieuwe kennis binnen de familie te krijgen: hoogopgeleide mannen adopteren of tot schoonzoon benoemen.

#### Nauwe band met Asano
Er ontstond een nauwe band tussen Yasuda en de Asano zaibatsu (浅野財閥) doordat beide afkomstig waren van de Toyama Prefectuur. Deze band werd verdergezet op basis van de relatie tussen Zenzaburō en Shiraishi Motojirō (白石元治郎) van Asano. Ze waren samen afgestudeerd aan de middelbare school in 1889 en aan de Tokyo Imperial University in 1892.

### Evolutie naar een modern bedrijf
Dankzij een reeks kapitaalverhogingen werd de Yasuda Bank in 1900 gereorganiseerd tot partnerschap met onbeperkte aansprakelijkheid en tot een naamloos vennootschap in 1912. Yasuda investeerde in de uitbreiding en versterking van bankactiviteiten, zoals de Yasuda Bank. De Yasuda Bank breidde ook dochterondernemingen, die banken waren met deposito’s en leningen, actief uit. Tussen 1893 en 1913 verwierf de Yasuda Bank vijftien dochterondernemingen door financiële hulp aan te bieden aan de banken die in een moeilijke situatie verkeerden.
Yasuda richtte in 1894 Yossi Seimei Hoken (Yossi Life Insurance) op. In datzelfde jaar richtte hij een scheepvaart- en een warenhuiseenheid, Yasuda Unpan Jimusho (安田運搬事務所), op. Drie jaar later werd de spijkerfabriek Yasuda Seichōsho (安田製釘所) opgericht en in 1899 kocht Yasuda de katoenspinnerij Nishinari Bōsekisho (西成紡績所) over van Naniwa Bōseki. Hij kocht het jaar daarna ook de machinefabrikant Tenma Tekkōjo aan en nam een scheepswerf Toba Zōsensho over door marktafscherming in 1911.
Betreffende de Kushiro zwavelmijn werd deze al in 1898 gesloten ten gevolge van een geschil over de huur van de mijn. De familiale ondernemingen van deze groep werden door Motojime Yakuba gecontroleerd tot de Yasuda Trading (安田商事合名会社, Yasuda Shōji Gōmei Gaisha) zijn functie overnam in 1988.
Ook Yasuda Trading deed het nogal slecht, wat betreft het controleren van niet-financiële ondernemingen op kleine schaal in vergelijking met de uitbreiding van bedrijven in de Yasuda financiële groep. Door een slecht rendement werd Nishinari Bōsekisho door Mie Bōseki (三重紡績) overgekocht. Anderhalf jaar na de sluiting van de Toba Zōsensho werd Yokkaichi Tekkōsho (Yokkaichi Iron Works) overgedragen. Yasuda Seichōsho kwam in moeilijkheden met de concurrentie van goedkope geïmporteerde nagels omdat hij gebruik maakte van dure geïmporteerde draad als basismateriaal voor zijn nagels. Vanaf eind 1902 werd de productie daarvan voor ongeveer zes jaar opgeschort. Uiteindelijk werden de werken hervat op een stabiele basis door invoering van een tarief op geïmporteerde nagels.
Na de Eerste Wereldoorlog overleefde Yasuda Trading als enige van de industriële dochterondernemingen. In 1928 werden ze verkocht voor slechts ¥600.000. Dat was veel minder dan Sumitomo Steel met ¥3,45 miljoen en Asano's Kokura Steel met ¥5,3 miljoen.
| Deposito's en leningen van de bank eigendom van Zaibatsu 1895-1912 (in miljoen yen) | Deposito's en leningen van de bank eigendom van Zaibatsu 1895-1912 (in miljoen yen) | Deposito's en leningen van de bank eigendom van Zaibatsu 1895-1912 (in miljoen yen) | Deposito's en leningen van de bank eigendom van Zaibatsu 1895-1912 (in miljoen yen) | Deposito's en leningen van de bank eigendom van Zaibatsu 1895-1912 (in miljoen yen) | Deposito's en leningen van de bank eigendom van Zaibatsu 1895-1912 (in miljoen yen) | Deposito's en leningen van de bank eigendom van Zaibatsu 1895-1912 (in miljoen yen) |         |
| Bank                                                                                | Jaartal                                                                             | Jaartal                                                                             | Jaartal                                                                             | Jaartal                                                                             | Jaartal                                                                             | Jaartal                                                                             | Jaartal |
| ----------------------------------------------------------------------------------- | ----------------------------------------------------------------------------------- | ----------------------------------------------------------------------------------- | ----------------------------------------------------------------------------------- | ----------------------------------------------------------------------------------- | ----------------------------------------------------------------------------------- | ----------------------------------------------------------------------------------- | ------- |
| Bank                                                                                | 1895                                                                                | 1895                                                                                | 1903                                                                                | 1903                                                                                | 1912                                                                                | 1912                                                                                |         |
| Bank                                                                                | Deposito's                                                                          | Leningen                                                                            | Deposito's                                                                          | Leningen                                                                            | Deposito's                                                                          | Leningen                                                                            |         |
| Mitsui Bank                                                                         | 18,07                                                                               | 212,22                                                                              | 37,23                                                                               | 25,68                                                                               | 86,63                                                                               | 76,82                                                                               |         |
| Mitsubishi Ltd., bankafdeling                                                       | 4,47                                                                                | 6,92                                                                                | 15,98                                                                               | 14,71                                                                               | 40,55                                                                               | 37,27                                                                               |         |
| Sumitomo Bank                                                                       | 0,88                                                                                | 2,14                                                                                | 18,60                                                                               | 15,62                                                                               | 49,98                                                                               | 43,91                                                                               |         |
| Yasuda Bank                                                                         | 3.71                                                                                | 3.09                                                                                | 16.16                                                                               | 13.92                                                                               | 32.43                                                                               | 26.23                                                                               |         |

## Uitbreiding van financiële ondernemingen tijdens het interbellum

### Fusies
Tijdens het interbellum presteerde het Yasuda hoofdkantoor relatief goed door het nastreven van een unieke strategie die door de zaibatsu werd toegepast. Na de Eerste Wereldoorlog was Yasuda van de niet-financiële bedrijven afgestapt en op basis van de fusies van banken versterkte het zijn banken, verzekeringen en zijn positie als vertrouwensvenootschap.
Na de dood van Yasuda Zenjirō in 1921 nam Yūki Toyotarō (結城豊太郎) het roer van Yasuda Hozensha over. In 1923 had de Yasuda Bank tweeëntwintig dochterondernemingen in handen. Dat jaar in mei richtte men de Hozen Bank op en in november werd deze geabsorbeerd door de Yasuda Bank samen met tien andere dochterondernemingen. Dit versterkte de Yasuda Bank en het beheer ervan werd sterk verbeterd. De dochterondernemingen werden ook naar de Yasuda Bank vernoemd.
De nieuwe Yasuda Bank had in totaal 209 takken en subtakken, dit maakte het een unieke, gespecialiseerde financiële zaibatsu met een grote fusie. Als gevolg hiervan steeg tegen het einde van 1922 de winst van de Yasuda Bank van ¥2.6 miljoen naar ¥11.8 miljoen. in minder dan twee jaar haalde de Yasuda Bank de top van de Japanse bankwereld op het gebied van deposito's, leningen en verzekeringen.
| De vier belangrijkste Zaibatsu-banken: Eigen bezittingen aan deposito's, leningen en effecten 1919-1929 (in miljoen yen) | De vier belangrijkste Zaibatsu-banken: Eigen bezittingen aan deposito's, leningen en effecten 1919-1929 (in miljoen yen) | De vier belangrijkste Zaibatsu-banken: Eigen bezittingen aan deposito's, leningen en effecten 1919-1929 (in miljoen yen) | De vier belangrijkste Zaibatsu-banken: Eigen bezittingen aan deposito's, leningen en effecten 1919-1929 (in miljoen yen) | De vier belangrijkste Zaibatsu-banken: Eigen bezittingen aan deposito's, leningen en effecten 1919-1929 (in miljoen yen) | De vier belangrijkste Zaibatsu-banken: Eigen bezittingen aan deposito's, leningen en effecten 1919-1929 (in miljoen yen) | De vier belangrijkste Zaibatsu-banken: Eigen bezittingen aan deposito's, leningen en effecten 1919-1929 (in miljoen yen) | De vier belangrijkste Zaibatsu-banken: Eigen bezittingen aan deposito's, leningen en effecten 1919-1929 (in miljoen yen) | De vier belangrijkste Zaibatsu-banken: Eigen bezittingen aan deposito's, leningen en effecten 1919-1929 (in miljoen yen) | De vier belangrijkste Zaibatsu-banken: Eigen bezittingen aan deposito's, leningen en effecten 1919-1929 (in miljoen yen) |         |
| Bank | Jaartal | Jaartal | Jaartal | Jaartal | Jaartal | Jaartal | Jaartal | Jaartal | Jaartal | Jaartal |
| --- | --- | --- | --- | --- | --- | --- | --- | --- | --- | ------- |
| Bank | 1919 | 1919 | 1919 | 1924 | 1924 | 1924 | 1929 | 1929 | 1929 |         |
| Bank | Deposito's | Leningen | Fondsen | Deposito's | Leningen | Fondsen | Deposito's | Leningen | Fondsen |         |
| Mitsui | 351 | 298 | 38 | 409 | 324 | 118 | 660 | 454 | 234 |         |
| Mitsubishi | 234 | 209 | 27 | 30 | 189 | 83 | 600 | 279 | 361 |         |
| Sumitomo | 348 | 262 | 45 | 377 | 253 | 109 | 663 | 409 | 233 |         |
| Yasuda | 129 | 119 | 30 | 573 | 506 | 160 | 658 | 485 | 246 |         |

### Het invoeren van nieuwe velden van financiën
Na de Eerste Wereldoorlog hielden de "Big Four" zich bezig met de uitbreiding van hun financiële bedrijven. Dit bracht een grote invloed teweeg op de Japanse economie.

#### De Trust Business
Na het ontvangen van de overheidsvergunning onder de Trust Law en Trust Business Law van 1922 ontwikkelden de nieuwe trust bedrijven van de vier grote zaibatsu zich snel en hadden ze een veilige voorsprong binnen de trust industrie.
Yasuda had aanvankelijk geen plan om een eigen trustmaatschappij op te richtten. In 1825 werd Kyōsai Shintaku (共済信託, Kyōsai Trust) in Osaka opgericht met Hamazaki Sadakichi(浜崎定吉) de manager. Yūki Toyotarō, uitvoerend directeur van de Hozensha, had bij de voorstelling van Shidachi Tetsujirō (志立鉄次郎) goedgekeurd dat alle trustmaatschappij van zaibatsu in fusie opgericht moeten worden. Yūki had echter wel zijn bedenkingen bij een trustmaatschappij zonder de naam van Yasuda en dus iemand buiten de Yasuda zaibatsu als manager aan te stellen. Hij vreesde dat dit de winst niet ten goede zou komen. Minder dan een jaar later werd Kyōsai Trust hernoemd tot Yasuda Trust en in 1933 verhuisde het hoofdkantoor naar Tokio.

#### De levensverzekering
Yasuda beheerde tevens de levensverzekeringsbedrijf Kyōsai Seimei (安田共済生命, Kyōsai Life) dat in 1929 vernoemd werd naar Yasuda Seimei (安田生命, Yasuda Life).

### Het familie multi-subsidiary systeem
Yasuda had het familie multi-subsidiary systeem eerder aangenomen dan Mitsubishi of Sumitomo. Yasuda realiseerde dit in twee fasen:
Ten eerste richtte Yasuda twee joint-stock bedrijven op in 1911, namelijk Yasuda Ginkō en Yasuda Shōji (安田商事, Yasuda Trading). Yasuda Trading bleek een last voor de zaibatsu te zijn, want het was slechts een bestuurlijk apparaat om de niet-financiële onderneming te laten stagneren.
Ten tweede verhoogde hij het kapitaal van Yasuda Trading met ¥1 miljoen door een fusie van Gōmei Kaisha Yasuda Bank en Yasuda Shōji Gōmei Kaisha met hun corresponderende naamloze vennootschappen in 1912. Op hetzelfde moment werd Gōmei Kaisha Hozensha opgericht als een centraal bureau voor aandelen en om het uitoefenen van de algemene controle van de twee naamloze vennootschappen te vervullen.
In al dit waren Zenjirō en Zenzaburō de actieve partners. Zenjirō was president van de Hozensha en was adviseur binnen Yasuda Bank en Yasuda Shōji. Aan de andere kant functioneerde Zenzaburō als de vicepresident van Hozensha en als promotor voor Yasuda Bank en Yasuda Shōji. In 1911 trok Zenjirō zich terug uit het actieve leiderschap van de zaibatsu en gaf deze positie door aan Zenzaburō.
Na twee jaar slaagde Zenzaburō erin om de positie als leider binnen de familie naar zich toe te trekken. Daarna verhoogde het aandeel en het kapitaal van Hozensha tot 18,5%, terwijl dat van Zenjirō daalde tot 2,5%. Maar die had de beslissing van Zenzaburō om te investeren in Nippon Kohan (NKK) tenietgedaan door de feitelijke macht over het topmanagement van Yasuda te behouden. In 1919 nam Zenzaburō ontslag als vicepresident en als rechtmatige opvolger. Daarna nam Zenjirō maatregelen, zoals het opstellen van een familiale grondwet en werd het systeem van de Hozensha gebruikt om de verwarring binnen de familie van Zenzaburō op te lossen.
De tweeënveertigjarige Yasuda Zennosuke werd de tweede president van de Hozensha en werd benoemd tot Zenjirō II in september 1921. De Hozensha had beroep gedaan op de Minister van Financiën Takahashi Korekiyo (高橋 是清) en president van de Bank van Japan Inoue Junnosuke (井上準之助) om managementpersoneel aan te bevelen. Dankzij hen kon Yūki Toyotarō als executive directeur van de Hozensha aan de slag. Zengorō, Yoshio en Zenbei hadden namelijk geen bestuurlijke capaciteiten en dus niet in staat om de positie op te eisen. Dit was het begin van de verandering van de statuten en reglementen binnen de familiale grondwet.

#### De man van herstructurering Yūki Toyotarō

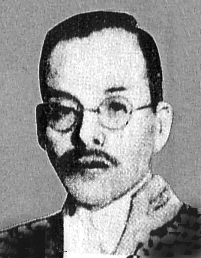
Toyotaro Yuki

Yūki Toyotarō was directeur van de Bank of Japan en manager van de Osaka branche. Tegen het einde van 1921 werd hij benoemd tot vicepresident van de Yasuda Bank. Hij was ook de eerste excutive director toen deze positie pas werd aangesteld bij de Hozensha. Vervolgens kon hij de grote fusie van de Yasuda Bank, het oprichten van Yasuda Trust Company en een hele reeks van strategische stappen uitvoeren om een nieuwe structuur te brengen. Yūki zette de modernisering van de beheerspraktijken voort en veel hoogopgeleid personeel werden in dienst genomen en gepromoveerd. De meeste hoogopgeleiden die door Zenzaburō waren aangenomen verlieten Yasuda door gebrek aan erkenning van de waarde van het hoger onderwijs door Zenjirō I.
Het radicale en agressieve beleid van Yūki zorgde voor een ontwikkeling als Yasuda familielid met de oude stijl van bantō (番頭). Hozensha werd hernoemd tot Yasuda Hozensha in 1925 en werd drie jaar later gereorganiseerd. De raad van bestuur nam de beslissing om het aantal directeurs te verhogen en om het vermogen van Yūki onder het gezag van de familieleden te zetten. In maart 1929 reageerde Yūki hierop door af te treden.

#### Mori Kōzō en Shijō Takahide
Mori Kōzō (森広蔵) en Shijō Takahide waren mannen die door Takahashi aan Yasuda geïntroduceerd waren als potentiële directeurs. Zij hebben de strategische en structurele revolutie verwezenlijkt die Yūki had gepoogd te realiseren.
In januari 1929 werd Mori Kōzō benoemd tot directeur van de Yasuda Hozensha en in april nam hij de positie van Yūki over als vicepresident van Yasuda Bank. Zijn positie als directeur van Yasuda Hozensha werd aan Shijō Takahide doorgegeven en deze werd zijn assistent.
Mori en Shijō zetten de agressieve strategie en de modernisering van het beleid verder zonder de radicale stijl van Yūki. De structuur van het hoofdkantoor werd vereenvoudigd door medewerking van Yasuda familieleden te vragen, de ouderwetse bantō. Er werd wederzijds overlegd en ze behandelden elkaar met respect. Ook droeg men autoriteit over aan personeel van lagere rangen.

#### Verandering in controle binnen de zaibatsu familie
Tijdens het leven van de oprichter Yasuda Zenjirō werden top managementposities in de Yasuda Hozensha enkel toegewezen aan leden van de Yasuda-familie. Na de dood van Zenjirō in 1921 heeft Yūki Toyotarō als buitenstaander deelgenomen aan het topbestuur. Hij was de oorzaak van de onenigheid binnen de Yasuda en is daardoor uiteindelijk moeten vertrekken. Dit voorval versterkte de trend om zoveel mogelijk familieleden in de topposities te plaatsen.
Tegenwoordig is het tyisch patroon binnen de Yasuda zaibatsu van autocratische oprichters aan het veranderen door het afnemen van opeenvolgende generaties van familieleden. De familie is nog steeds de eigenaar van de bedrijven, terwijl de zakenlui als werknemers zorgen voor het stabiele beheer en de succesvolle groei. Naarmate de complexiteit en diversiteit van de zaibatsu bedrijven groeide, steeg het aantal zakenlui en de mate waarin de managers van hen afhankelijk waren. Door het verwerven van bestuurlijke kennis en ervaring die de familieleden niet bezaten, droegen de zakenlui meer bij binnen de coöperatieve managementstructuur dan de familieleden zelf.
Zakenlui werden steeds invloedrijker en belangrijker binnen de nieuwe bestuurlijke hiërarchie, waardoor de vraag naar hen steeg. Hoe ouder de zaibatsu werd, hoe groter de rol van zakenlui werd. Hierdoor verkleinde de functie van familieleden steeds meer en had de familie uiteindelijk slechts een symbolische rol op basis van hun eigendomsrechten. Dit leidde tot de overgang van wat officieel een familiebedrijf was, naar een leidinggevende onderneming.

## Naoorlogse ontbinding
De doodsteek voor het zaibatsusysteem was de agenda ter ontbinding van de zaibatsu dat na de oorlog werd uitgevoerd. De Yasuda zaibatsu werd door Supreme Commander for the Allied Powers ontbonden na de overgave van Japan op 15 augustus 1945. Yasuda Bank, de oude kern van de Zaibatsu, werd net als andere zaibatsubanken gedwongen door Amerikaanse troepen om hun naam te veranderen. Zo werd de Yasuda Bank omgedoopt tot de Fuji Bank op 1 oktober 1948. De Fuji Bank had samen met andere voormalige bedrijven van de Yasuda zaibatsu de Fuyō Groep gevormd.
Rond 1860 ontstond de Fuji Bank door een geldlening van Yasuda Zenjirō. In tegenstelling tot andere zaibatsu groepen heeft Yasuda zaibatsu gekozen om de oude zaibatsu naam terug te gebruiken. In 1948 werd de Fuji Bank gereorganiseerd als Fuji Bank Ltd. In 1997 stortte de dochteronderneming van de Fuji Bank, Yamaichi Securities, in. In 2000 ontstond de Mizuho Financial Group door fusie van de Fuji Bank, de Dai-Ichi Kangyō Bank en de Industriële Bank van Japan.

## Chronologisch overzicht
| Datum     | Gebeurtenis |
| --------- | --- |
| 1838      | Yasuda Zenjirō wordt geboren in Etchū Province.                                                                        |
| 1860      | Ontstaan van Fuji Bank.                                                                                                |
| 1866      | Ontstaan van Yasuda Shōten.                                                                                            |
| 1868      | The Yasuda zaibatsu wordt gevormd.                                                                                     |
| 1880      | Ontstaan van Yasuda Bank                                                                                               |
| 1880      | Yasuda Mutual Life Insurance Company wordt opgericht.                                                                  |
| 1887      | De Yasuda Hozensha wordt opgericht.                                                                                    |
| 1887      | Opkomst van Motojime Yakuba.                                                                                           |
| 1893      | Yasuda Fire and Marine Insurance Company (安田火災海上保険, Yasuda Kasai Kaijō Hoken) wordt opgericht.                 |
| 1893      | Uitvoering van de vennootschapsvoorzieningen van de Commercial Code.                                                   |
| 1904-1905 | Yasuda wordt een van de grootste financiers van de Russisch-Japanse oorlog.                                            |
| 1921      | Oprichter Zenjirō en Premier Hara Kei (原敬, 1856-1921) worden vermoord.                                               |
| 1921      | Opkomst van Yūki Toyotarō in Yasuda zaibatsu.                                                                          |
| 1942      | Yasuda Hajime (安田一) heeft nieuwe structuur opgeroepen.                                                              |
| 1945      | Aankomst van Douglas MacArthur in Japan.                                                                               |
| 1945      | Het Yasuda Plan Het Yasuda Plan wordt ingediend in oktober en wordt door de Amerikaanse overheid aanvaard in november. |
| 1948      | Fuji Bank wordt Fuji Bank, Ltn.                                                                                        |
| 1952      | De bezetting door de Geallieerden wordt beëindigd en de bedrijven worden gehergroepeerd onder het zaibatsu systeem.    |
| 1952      | Yasuda Bank wordt hernoemd tot Fuji Bank.                                                                              |
| 1952      | Hajime Yasuda wordt de voorzitter van Yasuda Mutual.                                                                   |
| 1988      | Yasuda Life America Agency Inc. wordt opgericht in Verenigde Staten.                                                   |
| 1999      | Nippon Enterprise Development Corp. wordt door Yasuda Mutual en Yasuda Fire & Marine Insurance Co. gekocht.            |
| 2000      | Ontstaan van Mizuho Financial Group door middel van fusie.                                                             |

## Voetnoten
1. ↑  Zaibatsu (財閥) is de Japanse term voor een groep van bedrijven met verschillende specialisaties, exclusief in het bezit van één familie.
2. ↑  Mitsui, Mitsubishi, Sumitomo en Yasuda.
3. ↑  Nu is de provincie Etchū gekend als de prefectuur Toyama.
4. ↑  Yasuda Shōten was een firma die zich specialiseerde in geldomruiling.
5. ↑  Andere niet-financiële activiteiten waren: Kushiro Iōyama (釧路硫黄山, Kushiro Sulphur Mine), Kushiro Tetsudō (釧路鉄道, Kushiro Railway), het groot warenhuis in Hakodate, en de verkoop van zwavel.
6. ↑  Een joint-stock bedrijf (株式会社, Kabushiki Gaisha) is een Naamloos Vennootschap en is de meest voorkomende juridische vorm in Japan.
7. ↑  Een holding, controlemaatschappij of (centrale) houdstermaatschappij is een vennootschap die hiërarchisch gezien de hoogste maatschappij binnen een groep van maatschappijen is.
8. ↑  Dit zijn rechten die betrekking hebben tot handel en hun handelaars, handelscontracten, bedrijven etc.
9. ↑  De Meiji-regering heeft de universiteit opgericht in 1877, maar gaf het pas de naam Teikoku daigaku (帝国大学, Keizerlijke universiteit) in 1886. Bij de invoering van het stelsel van een keizerlijke universiteit werd het hernoemd naar Keizerlijke universiteit van Tokio in 1887. Nu noemt het de Tōkyō daigaku (東京大学, Universiteit van Tokio), afgekort als 東大 (Tōdai).
10. ↑  Shiraishi werd aangenomen in Asano Shōten nadat hij afgestudeerd was aan de Faculteit der Rechts geleerdheid van de Tokyo Imperial University. In 1895 trouwde hij met de tweede dochter van Asano Sōichirō (浅野総一郎).
11. ↑  Een partnerschap dat een of meer partners onbeperkte aansprakelijkheid geeft; dit betekent geen beperking van het verlies van wat al geïnvesteerd werd.
12. ↑  Het was een opvolger van de eerste levensverzekeringsmaatschappij in Japan, Yossi Gohyakumeisha, dat in 1880 werd opgericht.
13. ↑  die nu Yasuda Industrie (安田工業, Yasuda kōgyō) heet.
14. ↑  Heigo Asahi eiste een financiële donatie, toen Zenjirō dit weigerde werd hij vermoord.
15. ↑  De ‘Big Four’ verwijst naar de vier grote zaibatsu, met name Sumitomo, Mitsui, Mitsubishi en Yasuda.
16. ↑  De regering richtte een vergunningenstelsel op voor de vertrouwensindustrie en minimum kapitaal van ¥1 miljoen voor trust bedrijven. Dit was een reinigingsmethode tegen vele trillende en kleinschalige ondernemingen.
17. ↑  Hamazaki was een executive van Sumitomo.
18. ↑  Shidachi was president van Nippon Kōgyō Ginkō(日本興業銀行, Nippon Industrial Bank) en een voormalige Sumitomo officer.
19. ↑  Dit is het systeem waarbij het hoofdbedrijf dient als hoofdkantoor en controle over de zakenlui wordt uitgevoerd door de zaibatsu familie.
20. ↑  Dit waren twee bestaande onbeperkte aansprakelijke bedrijven van Yasuda.
21. ↑  Een onbeperkte aansprakelijkheid partnership.
22. ↑  Executive director, dit was van toepassing op een niet-familielid die bestuurlijke autoriteit uitoefent.
23. ↑  Zengorō was de broer van Zennosuke.
24. ↑  Yoshio was de broer van Zennosuke.
25. ↑  Zenbei was de kleinzoon van Zennosuke's tante.
26. ↑  Dit zijn de hoger opgeleide midden managers.
27. ↑  Mori heeft gewerkt in Yokohama Specie Bank en was voorzitter van de Bank van Taiwan.
28. ↑  Shijō Takahide was een voormalige vicepremier van het ministerie van Handel en Industrie
29. ↑  Supreme Commander for the Allied Powers of SCAP verwijst naar de Amerikaanse bezettingsmacht na de Tweede Wereldoorlog. Douglas MacArthur droeg deze titel.
30. ↑  Fuyō Groep was een van de grootste keiretsu.
31. ↑  Het jaar waarin de Yasuda zaibatsu werd ontbonden.
32. ↑  Yamaichi Securities was een van de grootste effectenhuizen van Japan.
33. ↑  De Mizuho Financiële Groep was een 's wereld grootste financiële instellingen.
34. ↑  De Dai-Ichi Kangyo Bank Limited (株式会社第一勧業銀行 Kabushiki-gaisha Dai-Ichi Kangyō Ginkō) was oorspronkelijk Dai-Ichi Kokuritsu Bank (letterlijk betekent dit: Eerste Nationale Bank) en was in de tweede helft van de twintigste eeuw een van de grootste banken ter wereld.
35. ↑  Dit was het resultaat na de Yasuda zaibatsu de Tokyo Fire Insurance Company geabsorbeerd heeft.
36. ↑  Eerste opvolger en hoofd van het conglomeraat.
37. ↑  Alle Yasuda familieleden zouden zich terugtrekken uit dochterondernemingen. Dit gaat over nieuwe leiderschapsposities als bestuursleden.
38. ↑  In het plan werd voorgeschreven dat de Yasuda zaibatsu zou worden ontbonden en dat Yasuda Bank zou ophouden de dochterondernemingen te controleren. Aandelen in de bank, de holding company en alle andere dochterondernemingen die bezit waren van familieleden werden verkocht aan de controlecommissie van de overheid. Bovendien zouden familieleden en bestuurders die door hen werden benoemd, gedwongen worden ontslag te nemen.
39. ↑  Dit was een dochteronderneming in het buitenland, gericht op versterking en uitbreiding van de verzekering voor de Japanse-aangesloten bedrijven in de Verenigde Staten.
40. ↑  Nippon Enterprise Development Corp. was een risicokapitaal (venture capital) firma voor high-techbedrijven die gespecialiseerd zijn in zowel Japan als de Verenigde Staten.